# Поздній Тарас Володимирович
Тарас Володимирович Поздній (нар. 26 травня 1989) — український альпініст, перша людина у світі, яка підняла криптовалюту на Еверест.
Зійшов на чотири з семи найвищих вершин континентів: Ельбрус, Кіліманджаро, Аконкагуа, Еверест, а також піднявся на три з чотирнадцяти восьмитисячників: Манаслу, Еверест, ЧоОйю У планах сходження на всі 14 восьмитисячників (Q14), так звану «Корону Землі».

## Життєпис

### Походження та навчання
Народився в місті Біла Церква Київської області. Вперше в гори потрапив в 9 років разом з батьками в Українські Карпати.
У 20 років — закінчив Національний технічний університет КПІ імені Сікорського за фахом «енергоменеджмент» та «енергозбереження». Паралельно з навчанням ходив в гори. Зокрема, Тарас побував у Криму та Карпатах. І в 2011 році створив Клуб туристів «Кулуар», керівником якого є на даний час.

### Виконання програми «Сім вершин»
У 2013 році піднявся на найвищу точку Європи, гору Ельбрус (5 642 м), яка входить до програми «Сім вершин».
У грудні 2016 року Тарас Поздній піднімається на Айленд Пік (6 189 м) та Мера Пік (6 461 м). У січні 2017-го піднявся на найвищу точку Південної Америки, гору Аконкагуа (6 962 м), яка також входить до програми «Сім вершин».
Влітку 2017 року пробує свої сили в Киргизії, на Памірі. І робить спробу сходження на пік Леніна. Дійшов до висоти 6 800 метрів, але припинив сходження через холод і сильний вітер. У вересні 2017 року — піднявся на Кіліманджаро (5 895 м) — найвищу точку Африки, виконуючи послідовно програму «Сім вершин».

### Підняття на восьмитисячники
Відразу після цього відправився в Гімалаї, де піднявся на свій перший восьмитисячник — гору Манаслу, без кисню і шерпів. Після цього приймає рішення про підготовку до сходження на Еверест. Навесні 2018 року Тарас Поздній піднімається на найвищу точку планети — Еверест, ставши першою людиною в світі, яка підняла криптовалюту на Еверест. На вершину піднімались всю ніч 13 годин з восьмої вечора до дев'яти-десяти ранку, потім сім годин спускались донизу. Вже на вершині він з колегами фотографувалися з прапором, зробили селфі та відеозйомку.
На спуску український альпініст потрапив у негоду й отримав обмороження пальців на руці і нозі та снігову сліпоту за температури 50-55 градусів морозу. Спочатку замерзла маска, а згодом відлетіла поривом вітру на 15-20 метрів убік. Так він спускався з висоти 7900 метрів до другого табору. А наступного дня, завдяки успішно організованій рятувальної операції, був доставлений гелікоптером до столиці Непалу Катманду, де в госпіталі лікував обмороження пальців рук і ніг.
Після сходження на Еверест провів багато зустрічей в Україні, розвиваючи, тим самим, культуру сходжень і походів в гори. У листопаді 2018 року піднявся на Ама Даблам (6 856 м).
|  | «Під час сходження на восьмитисячники у шерпів (та й усіх альпіністів, що сходять на гору) є певний обряд, - розповідає про звичаї гімалайського народу Тарас Поздній. - Він називається “пуджа”, і це, власне, звернення до богів гори, головний меседж якого - це попросити дозволу піднятися на цю гору. Взагалі, до вершин не можна вживати слово “підкорив”. Питається: а чи помітила сама вершина, що ти її підкорив? Альпіністи не йдуть підкорювати, а йдуть в гості до цієї вершини, просять благословення у богині цієї вершини, і тільки після цього обряду вони можуть починати свою роботу на горі». |

А в квітні 2019 року почав експедицію на гору Макалу, яку називають «Чорним гігантом». Дійшов до позначки 8 230 м, але через нестачу кисню змушений був повернути вниз. А 24 вересня 2019 року піднявся на Чо-Ойю.
У найближчих планах сходження на К2 і Лхоцзе.
|  | «Для мене альпінізм, може, не альпінізм, а походи і гори - це основне заняття в житті. Я цим і заробляю, ми займаємося організацією походів, водимо людей в гори і ходжу для себе... Я перебуваю близько 200 днів року в горах, напевно, і тому підготовка у мене йде безперервно. Коли вдома, то бігаю три-чотири рази на тиждень 10-15-20 кілометрів. Основним щаблем у підготовці було безкисневе сходження на Манаслу. Це була така перевірка себе, перший восьмитисячник. Після цього я зрозумів, що в принципі готовий і можна йти вище», - розповідає про своє захоплення Тарас Поздній. |

## Досягнення
- Q14: Еверест (8 848 м) — Непал, 14.05.2018[13]
- Макалу (до 8230 м) — Непал, 15.05.2019[14]
- Q14: Чо-Ойю (8 188 м) — Китай, 24.09.2019.[5]
- Q14: Манаслу (8 163 м) — Непал, 26.09.2017. Без кисню та шерпів[2]
- Аконкагуа (6 962 м) — Аргентина, січень 2017. Найвища точка Південної Америки, входить в программу 7 вершин.
- Ама-Даблам (6 856 м) — Непал, 07.11.2018[15]
- Пік Леніна (7 134 м) — Киргизія, червень 2017. Дійшли до висоти 6 800 метрів, припинили сходження через погодні умови.
- Мера пік (6 461 м) — Непал, грудень 2017
- Айленд пік (6 189 м) — Непал, грудень 2017
- Кіліманджаро (5 895 м) — Танзанія, січень 2017. Найвища точка Африки, входить до програми «7 вершин»
- Ельбрус (5 642 м) — Росія, серпень 2013. Вища точка Європи, входить до програми «7 вершин»